# Rob Taylor
Robert "Rob" Taylor, född 23 april 1959, är en brittisk ingenjör som är teknisk direktör för det amerikanska Formel 1-stallet Haas F1 Team.
1987 började han arbeta för motortillverkaren Cosworth, två år senare fick han en anställning inom F1 och för Benetton Formula. 1992 gick han vidare och den här gången till Scuderia Ferrari som designer. Fem år senare bytte han stall till Arrows och fortsatte arbeta med liknande arbetsuppgifter. 2002 började han arbeta för Jaguar Racing och blev kvar där även efter att det österrikiska energidrycktillverkaren Red Bull hade köpt stallet i slutet av 2004. Taylor var chefsdesignern för Red Bulls och systerstallet Toro Rossos första F1-bilar. 2006 valde han att sluta hos Red Bull och blev designer hos McLaren, en position han hade fram till 2010. Efter det var han ställföreträdande chefsdesigner hos Virgin Racing/Marussia F1/Manor F1 fram till 2015 när han rekryterades till Haas.